# Oh・パンタクBOY
『Oh・パンタクBOY』（オー・パンタクボーイ）は、みやすのんきによる日本の漫画作品。『月刊少年ジャンプ』（集英社）にて連載された。全3巻。

## 概要
私立ファントム学園中学校を舞台に、NASAの開発したパンタクボールで女性のパンタク（魚拓のパンツ版で、お尻のコピー。パンツの生地、肌やぬくもりをそのままコピーする）取りを目指すパンタク部と、パンタク部の壊滅を目指す女生徒主導の生徒会との攻防を中心に描く学園コメディ。

## 主な登場人物

### パンタク部
女生徒が主導する生徒会から迫害を受け、学園の地下に秘密の部室を持って活動している。顧問の先生はパンタク仮面。その正体は部長の神代も知らない。部員は下記の2名のみ。
神代マコト
パンタク部の部長。パンタクボールで芸能人から女子生徒まで幅広いパンタクの収集を目指している。空手に心得があり「北のスパイ」を倒すほどの腕前。以前は道場で大和麗奈とよく組手をしていた。「パンタク道」に独自のこだわりがある。パンタク収集を巡り、生徒会との攻防を繰り広げている。決めぜりふは「パンタクGETだぜぇ！」
赤丸正太
パンタク部唯一の部員。階段で女生徒のミニスカートを覗いているところを神代に見つかり、いつの間にか入部させられる。

### 生徒会
生徒会長・大和麗奈を先頭に、女生徒で構成されている。パンタク部にとっては「最大の敵」。女性ながらも空手の有段者が揃い、またパンタク部に対しては大砲や手投げ弾を用いて情け容赦なく攻撃を仕掛ける。
大和麗奈
生徒会長。パンタク部壊滅に向けて先頭に立つ一方で、神代に密かに思いを寄せている。他の生徒会役員からは「麗奈さま」と呼ばれている。
白石流奈
生徒会副会長。麗奈の側近として、パンタク部壊滅に向けて動く一方で、立場の違う赤丸と思いを寄せ合っている。

### 教師
高嶋晶子
ファントム学園保険医。大人の色気を十二分に湛えた保健の先生。生徒会と共にパンタク部壊滅に向けて動く一方、優しい一面もある。
校長先生 / パンタク仮面
ファントム学園の校長。その裏の顔はパンタク部顧問・パンタク仮面。このことは部長の神代も知らず、神代がピンチになった際にパンタク仮面として現れ、救いの手を差し伸べる。

### その他
ジェフ＝オルフソン
アメリカから来た神代のライバル、パンタクボールのバージョンアップ版であるパンタクボールターボを所持しており、ギャラクティカツイスターという技をもってパンタクの山を作る。

## 書籍情報
- ジャンプコミックス（集英社）
  - 1巻 ISBN 978-4088727806
  - 2巻 ISBN 978-4088728568
  - 3巻 ISBN 978-4088730424